# 布法羅梅鎮區 (密蘇里州麥克唐納縣)
布法羅梅鎮區（英語：Buffalo May Township）是位於美國密蘇里州麥克唐納縣的一個行政鎮區。

## 地方資料
布法羅梅鎮區的面積為64.64平方千米，皆為陸地。根據2020年美國人口普查的數據，當地共有人口538人，而人口密度為每平方千米8.32人。